# فرودگاه تیزواتر (دنت فیلد)
فرودگاه تیزواتر (دنت فیلد) (به انگلیسی: Teeswater (Dent Field) Aerodrome) یک فرودگاه خصوصی است که یک باند فرود چمن دارد و طول باند آن ۷۶۲ متر است. این فرودگاه در شهر تیزواتر، انتاریو و کشور کانادا قرار دارد و در ارتفاع ۳۲۰ متری از سطح دریا واقع شده است.